# 청자 상감운학모란국화문 매병
청자 상감 운학모란국화문 매병(靑磁 象嵌雲鶴牡丹菊花文 梅甁)은 상감 기법으로 구름 사이를 노니는 학과 모란, 국화 무늬를 새겨 넣은, 고려청자 매병이다. 서울특별시 용산구, 삼성미술관 리움에 있으며, 1971년 12월 21일 대한민국의 보물 제558호로 지정되었다.

## 개요
청자상감이란 흙으로 그릇을 빚어 표면에 무늬나 그림을 새기고, 그 자리를 백토나 자토로 메운 뒤 유약을 발라 구운 후, 투명한 청자 유약을 통해 흰색 또는 검은색 무늬가 보이도록 한 것으로, 12세기 전반에 발생하여 12세기 중엽에 전성기를 이루었다.
청자 상감운학모란국화문 매병(靑磁 象嵌雲鶴牡丹菊花文 梅甁)는 높이 32.2cm, 아가리 지름 7cm, 밑지름 14.5cm인 이 병은 고려시대에 많이 만들어진 상감청자 매병들에 비해, 어깨가 처져서 부드러운 느낌을 주며 밑이 넓어서 안정감이 있다. 유약은 잘 녹아서 투명하며, 색깔도 매우 아름답다.
아가리는 작고 위가 약간 바깥으로 말리면서 곧게 서 있고, 어깨에는 흑백으로 상감된 연꽃무늬를 둘렀다. 굽 위에는 번개무늬를 두르고 바로 그 윗부분에는 다시 연꽃무늬 장식을 넣었다. 그릇 몸통에는 흑백으로 된 원 안에 모란과 국화 한 가지씩을 두었고, 원 사이사이에는 구름과 학이 있다.
이 작품은 12세기 중엽에 만들어진 것으로 추정된다. 

## 같이 보기
- 고려청자

## 주해
1. ↑  매병이란 병의 아가리가 좁고 몸의 어깨는 넓으며 아래로 갈수록 홀쭉해지는 병을 말한다.

## 참고 자료
- 청자 상감운학모란국화문 매병 - 국가유산청 국가유산포털